# Клуб Универсидад де Чиле
Клуб Универсидад де Чиле (на испански: Club Universidad de Chile) е футболен клуб в квартал Нюньоа в Сантяго де Чиле, столицата на Чили.
Създаден е на 24 май 1927 г. Играе в чилийската Примера Дивисион. Универсидад де Чиле е втори по брой спечелени шампионски титли и купи на страната след Коло Коло – съответно 17 и 4, както и вторият най-популярен отбор в Чили.

## История

### Основаване и аматьорски години
Корените на клуба могат да бъдат проследени до 20 май 1902 г., когато група настоящи и завършили студенти основават ФК Интернадо. 25 години по-късно той се обединява с Атлетико Универсарио и Наутико Университарио под името, за да покрие критериите за участие в първенството на Лига Сентрал де Футбол де Сантяго. Първоначално новосформираният отбор носи името Клуб Университарио де Депортес (година по-късно става Клуб Университарио де Депортес де Чиле), бяло-сините екипи на Интернадо и емблемата на Наутико Университарио – бухал, символ на мъдростта, знанието и хармонията на тялото и духа. През 1930 г. отборът започва да получава подкрепа от спортните отдели на чилийския и католическия университет. Същата година за първи път са представените превърналите се в традиционни сини екипи. През 1933 г. тимът се включва в Дивисион де Онор де ла Асосиасион де Футбол де Сантяго, а година по-късно печели шампиотата без загубен мач, както и право на участие в Националното Аматьорско първенство през 1935 г., където стига до финал. През 1934 г. ръководството на католическия университет основава собствен отбор – Универсидад Католика – и оттегля подкрепата си, а името на Клуб Университарио де Депортес де Чиле е променено на Клуб Депортиво де ла Универсидад де Чиле.

### Начало в професионалния футбол
През 1935 г. „Сините“ дебютират в новосформирата втора професионална дивизия и завършват на трето място, а следващите две години стават шампиони, във втория случай – без загубен мач. През 1938 г. Универсидад де Чиле и Универсидад Католика изявяват желание да участват в шампионата на първа дивизия, но организаторите на първенството решават да включат само един от тях. За да бъде избран един от тях е взето решение те да се включат в първия елиминационен кръг на Кампеонато де Апертура. Докато „Католиците“ губят от Коло Коло с 6:2, „Сините“ завършват 1:1 в редовното врече с Аудакс Италяно (след златен гол губят с 2:1) и по този начин си осигуряват място в елита. В първите си два сезона Универсидад де Чиле завършва на седмо място. През 1940 г. отборът първо стига до финал на Кампеонато де Апертура (загубен с 3:2 от Коло Коло), а по-късно триумфира с първата си шампионска титла в най-високото ниво на чилийския футбол, след като завършва на три точки пред Аудакс Италяно. В допълнение на това Виктор Алонсо печели голмайсторската титла с 20 попадения. След това в годините до края на 50-те тимът се представя посредствено с класирания предимно в средата на таблицата. Най-доброто класиране в този период е третото място през 1945 г., а през същата и следващата година уругваецът Убалдо Круче е голмайстор на първенството със съответно 17 и 25 гола.

### Синият балет
Второто място в първенството през 1957 г. е първият от серията успехи на Универсидад де Чиле в следващите години, в които тимът се превръща в основен претендент за титлата. Заради красивия и елегантен стил на игра отборът се сдобива с прозвището „Синият балет“ по подобие на колумбийския Мийонариос. „Баща“ на „Синият балет“ и негов треньор до края на 60-те години е Луис Аламос, който поема отбора през 1956 г. след като в продължение на две години тренира юношите, част от които по-късно налага в първия отбор. Сред играчите, допринесли за спечелването на общо шест шампионски титли и две втори места в периода 1959 – 1969 г. личат имената на Леонел Санчес, Карлос Кампос, Браулио Мусо, Луис Ейсагире, Рубен Маркос, Ернесто Алварес, Мануел Асторга, Адолфо Неф, Карлос Контрерас Серхио Наваро, Хайме Рамирес Банда, Педро Арая, Алберто Кинтано, Умберто Доносо и др. През тези години се задълбочава съперничеството с Универсидад Католика, който от своя страна печели две титли и пет втори места, а единствените други отбори, които успяват да се преборят със „Синият балет“ са Коло Коло (по две титли и втори места) и Сантяго Уондърърс (една титла и едно второ място).
Първата титла в тези златни за отбора години и едва втора в историята му е спечелена през 1959 г. след допълнителен мач между „Сините“ и Коло Коло, тъй като след последния редовен кръг и двата тима имат по 38 точки. Благодарение на тази победа Универсидад става първият чилийски отбор, участвал в новосъздадения турнир за Копа Либертадорес, но още в първия мач регистрира катастрофална загуба срещу Мийонариос с 6:0 (1:0 на реванша). Следващата година Универсидад де Чиле остава на трето място, а през 1961 г. – на второ, като този път два допълнителни мача (1:1 и 3:2) решават спора в полза на Универсидад Католика. През 1962 г. отново двата университетски отбора завършват на върха с равен брой точки, но този път „Синият балет“ успява да спечели решаващия мач с 5:3. Именно Универсидад де Чиле е отборът с най-много представители в националния отбор на Световно първенство през 1962 г. – цели осем (Ейсагире, Наваро, Рамирес Банда, Кампос, Санчес, Асторга, Муса и Контрерас), а тежката контузия на Алфонсо Сепулведа малко преди световното му попречва да бъде деветият. Карлос Кампос за втори пореден път става голмайстор на първенството с 34 гола (24 през предишния сезон). Следващата година Универсидад де Чиле завършва на второ място, а броят на шампионските титли е закръглен на пет след двете поредни през 1964 и 1965 г., този път без нужда от допълнителни мачове. 16-те поредни победи, постигнати в края на сезон 1963 и началото на сезон 1964 е национален рекорд, неподобрен и до днес. През 1966 г. отборът записва най-слабото си представяне през златната ера – четвърто място, а Кампос печели третия си голмайсторски приз. През същата година след разногласия с ръководството треньорът Аламос напуска отбора, а поемайки националния отбор за Световното първенство в Англия, той отпътува за Албиона с цели 11 играчи на Увиверсидад де Чиле. Въпреки няколкото бързи треньорски смени през следващите няколко години Универсидад продължава да доминира. През 1967 г. титлата е спечелена със забележителнита за формата на първенството преднина от 12 точки (по това време във футбола за победа все още се дават две точки). Следва едно трето място преди през 1969 г. да бъде спечелена последната от серията шампионски титли, маркираща началото на залеза на „Синият балет“, чиито последни добри резултати са трето и второ (подплатено с голмайсторския приз на Еладио Сарате) и пак трето място през следващите три години.
Въпреки доброто представяне на национално ниво през тези години, на международната сцена Универсидад де Чиле не постига нищо значимо. В общо седем участия за Копа Либертадорес между 1960 и 1972 г., „Сините“ успяват да прескочат първата фаза на турнира само веднъж – през 1970 г.

### Дългогодишна криза
През следващите над 20 години не успява да се доближи до успехите от златната си ера, като за спечелването на следващата титла трябва да чака четвърт век. Единствените постижения в този период са спечелването на Купата на Чили през 1979 г. и второто място в първенството през 1980 г. Слабите представяния на тима започват с три поредни тринадесети места между 1973 и 1975 г. Въпреки че през следващите няколко години Универсидад де Чиле неизменно завършва в първата половина на класирането, включително и на второ и няколко пъти на трето място, кризата в отбора, започнала след военния преврат на Пиночет в края на 1973 г., се задълбочава, за да се стигне до приватизирането на отбора през 1978 г. и окончателното прекъсване на връзките с Чилийския университет на 1 септември 1980 г. като част от мерките за намаляване на влиянието на университета върху чилийската политика, икономика, общественост и култура Универсидад де Чиле запазва името и символите си, както и многобройните си привърженици, но губи важна финансова подкрепа от страна на държавата. Падението на отбора стига дъното през 1988 г., когато остава на предпоследно място в класирането и за първи път в историята си изпада във втора дивизия. Още през първия си сезон там финишира на първо място в двете фази на шампионата на Южната група, а във финала срещу първенеца в Северната група Палестино надделява с 5:4 след изпълнения на дузпи и печели титлата, а с това и директна промоция в Примера дивисион.

### Завръщане към успехите
През първите два сезона след завръщането в първа дивизия Универсидад де Чиле не показва добри игри и през 1991 г. успява да се спаси от ново изпадане чак в баражите за оставане/влизане в Примера дивисион. След това новият треньор Артуро Салах успява да стабилизира отбора, а Хорхе Сосиас го извежда до две поредни титли през 1994 и 1995 г. Така жадуваната от привържениците първа титла след 25-годишна суша е спечелена по особено драматичен начин и не без съдийска помощ, след като през по-голямата част от сезона водач в класирането е Универсидад Католика. Четири кръга преди края двата тима имат равен брой точки и играят мач помежду си, а Марсело Салас от засада вкарва единствения гол в мача, благодарение на който „Сините“ излизат напред в класирането. До последния кръг разликата остава непроменена, а след последната си за сезона победа Универсидад Католика се изравняват по точки със съперника си, но имат по-добра голова разлика. За да стане шампион, ден по-късно Универсидад де Чиле се нуждае от поне точка срещу вече изпадналия Кобресал, който обаче изненадващо води в резултата до 78-ата минута, преди съдията да отсъди спорна дузпа в полза на фаворитите, реализирана от Патрисио Мардонес. По-рано през годината „Сините“ стигат до полуфинал в туринара за Копа КОНМЕБОЛ. При втората от двете поредни титли Универсидад де Чиле след серия без загубен мач през втората половина на сезона (десет победи и шест равенства) и отново завършва пред Универсидад Католика. През 1996 г. отборът не успява да повтори успехите на домашната сцена, но за първи път стига до полуфинал в турнира за Копа Либертадорес, където първо заема второто място в група с Универсидад Католика и бразилските Коринтианс и Ботафого, а при директните елиминации отстранява уругвайския Дефенсор Спортинг и еквадорския Барселона, преди да отпадне от бъдещия шампион Ривър Плейт. През 1998 г. „Сините“ печелят за втори път в историята си Купата на Чили, а в шампионата остава на второ място само на точка след Коло Коло (Педро Гонсалес Вера печели голмайсторската титла с 23 гола). Благодарение на промяната във формата на първенството през 1999 г., според който този сезон се изиграват цели 44 кръга, Универсидад де Чиле успява да запише 33 поредни мача без загуба (26 победи и 7 равенства) – рекорд в рамките да един сезон, но второ постижение като цяло в историята на Примера Дивисион след 44-те мача на Палестино без загува през сезони 1977 и 1978. Сред тези 33 мача са и 13 поредни победи – рекорд в рамките на един сезон, като тимът се доближава само на три победи от собствения си (и национален) рекорд, поставен обаче в рамките на два сезона. Тази забележителна поредица води до спечелването на десетата титла в историята на клуба. През 2000 г. „Сините“ постигат дубъл, печелейки шампионската титла и Купата на Чили (без загубен мач в груповата фаза и директните елиминации), което означава, че успяват успешно да защитят спечелените трофеи от предходните издания (заради натоварената програма в първенството през 1999 г. турнир за купата не се провежда). Следват нова титла в турнира Апертура през 2004 г. и два загубени финала в Клаусура през 2005 и Апертура 2006 г.

### Банкрут и изход от кризата
През юни 2006 г. Апелативният съд на Чили обявява банкрута на отбора след заведеното две години по-рано дело, чрез което държавата прави опит да вземе дължимите от тима 11 милиона долара. Президентът на отбора Лино Диас обаче заявява, че съдиите в апелативния съд не уважават закон, който дава на спортните клубове нови механизми да изплащат дълговете си. Назначеният синдик си навлича гнева на привържениците, защото уволнява от постовете им някои от клубните легенди. В крайна сметка през май 2007 г. отборът е поет от дружеството Асул Асул, което успява да го стабилизира и подобно на Коло Коло няколко години по-рано бързо излиза от кризата. През 2009 г. Универсидад де Чиле печели шампионската титла в турнира Апертура, а на межденародната сцена играе четвъртфинал в Копа Судамерикана, където отпада от бразилския Флуминенсе. В края на годината има нови поводи за родост – Мигел Пинто е избран за най-добър вратар на Северна и Южна Америка, а Универсидад се нарежда на трето място в класацията на КОНМЕБОЛ за отбор на годината. Година по-късно за трети път в историята си „Сините“ играят четвъртфинал за Копа Либертадорес, където отпадат от Фламенго.
Началото на новото десетилетие е белязяно от триумф както на национално, така и на международно ниво. Тимът печели три поредни шампионски титли на страната (2011 Апертура и Клаусура и 2012 Апертура); в Копа Судамерикана през 2011 г. вдига купата след победа над ЛДУ Кито с общ резултат 4:0 и без загубен мач през целия турнир (десет победи и две равенства), а в Копа Либертадорес стига до нов четвъртфинал. Тези успехи идват под ръководството на Хорхе Сампаоли, който след това поема националния отбор на страната. Благодарение на доброто си представяне тимът завършва 2011 г. да седмо място в класацията на Международната организация за футболна история и статистика след Барселона, Реал Мадрид, Велес Сарсфийлд, Манчестър Юнайтед, Манчестър Сити и Сантос, а в периода юни-септември 2012 г. четири месеца поред е на второ място след Барселона в месечната класация. Сампаоли има заслуга и за спечелването на купата на страната през сезон 2012/2013, след като води отбора по време на груповата фаза и осминафинала. Последната титла, спечелена от Универсидад де Чиле е шампионската в туринира Апертура през 2014 г.

## Футболисти

### Настоящ състав
| №                                      | Нац.    | Играч              | Роден         | Последен отбор            |
| Вратари                                | Вратари | Вратари            | Вратари       | Вратари                   |
| -------------------------------------- | ------- | ------------------ | ------------- | ------------------------- |
| 1                                      |         | Мигел Хименес      | 12.12.1980    | Уачипато                  |
| 12                                     |         | Нелсон Еспиноса    | 22.09.1995    | юноша на отбора           |
| 25                                     |         | Джони Ерера        | 09.05.1981    | Аудакс Италяно            |
| Защитници                              |         |                    |               |                           |
| 2                                      |         | Бенхамин Видал     | 18.03.1991    | О′Хигинс                  |
| 3                                      |         | Хосе Рохас         | 23.06.1983    | Индепендиенте             |
| 4                                      |         | Освалдо Гонсалес   | 10.08.1984    | Депортиво Толука          |
| 5                                      |         | Матиас Корухо      | 08.05.1986    | Серо Портеньо             |
| 14                                     |         | Пауло Магалаеш     | 28.07.1990    | Коло Коло                 |
| 16                                     |         | Матиас Родригес    | 14.04.1986    | Сампдория                 |
| 17                                     |         | Жоао Ортис         | 10.02.1991    | Палестино                 |
| 23                                     |         | Кристиан Суарес    | 06.02.1987    | Кобрелоа                  |
|                                        |         | Мичаел Контрерас   | 10.02.1993    | Депортес Икике            |
| Полузащитници                          |         |                    |               |                           |
| 6                                      |         | Себастиан Мартинес | 06.06.1993    | юноша на отбора           |
| 10                                     |         | Ренато Гонсалес    | 19.02.1990    | Сан Маркос де Арика       |
| 13                                     |         | Диего Гонсалес     | 24.11.1994    | юноша на отбора           |
| 15                                     |         | Леонардо Валенсия  | 25.04.1991    | Палестино                 |
| 18                                     |         | Рубен Фарфан       | 25.09.1991    | Депортес Антофагаста      |
| 20                                     |         | Родриго Уреня      | 01.03.1993    | Кобресал                  |
| 21                                     |         | Гонсало Еспиноса   | 09.04.1990    | Ол Бойс                   |
| 22                                     |         | Густаво Лоренсети  | 10.05.1985    | Универсидад де Консепсион |
| 24                                     |         | Гусман Перейра     | 16.05.1991    | Монтевидео Уондърърс      |
| 26                                     |         | Фабиан Кармона     | 21.03.1994    | юноша на отбора           |
| Нападатели                             |         |                    |               |                           |
| 7                                      |         | Франсиско Кастро   | 04.09.1990    | Депортес Икике            |
| 8                                      |         | Патрисио Рубио     | 18.04.1989    | Керетаро                  |
| 9                                      |         | Фелипе Пиния       | 24.09.1997    | юноша на отбора           |
| 11                                     |         | Себастиан Убия     | 09.08.1990    | Сантяго Уондърърс         |
| 19                                     |         | Густаво Каналес    | 30.03.1982    | Унион Еспаньола           |
| 27                                     |         | Леандро Бенегас    | 27.11.1988    | Унион Ла Калера           |
| 30                                     |         | Себастиан Гомес    | 9 януари 1996 | юноша на отбора           |
| Съставът е актуален към 28 юли 2015 г. |         |                    |               |                           |

### Известни бивши футболисти
- Адолфо Неф
- Алберто Кинтано
- Анхело Енрикес
- Браулио Мусо
- Валдо Понсе
- Давид Писаро
- Едуардо Варгас
- Еладио Сарате
- Еухенио Мена
- Карлос Кампос
- Кларънс Акуня
- Леонел Санчес
- Луис Мусри
- Мануел Пелегрини
- Марко Естрада
- Марсело Диас
- Марсело Салас
- Маурисио Пиния
- Мигел Пинто
- Педро Гонсалес
- Рубен Маркос
- Убалдо Круче
- Фабиан Естай
- Фаустино Асприля
- Чарлс Арангуис

## Успехи
- Примера Дивисион:
  - Шампион (17): 1940, 1959, 1962, 1964, 1965, 1967, 1969, 1994, 1995, 1999, 2000, 2004 А, 2009 А, 2011 А, 2011 К, 2012 А, 2014 А
  - Вицешампион (8): 1957, 1961, 1963, 1971, 1980, 1998, 2005 К, 2006 А
- Примера Б:
  - Шампион (3): 1936, 1937, 1989
- Копа Чиле:
  - Носител (6): 1979, 1998, 2000, 2012/2013, 2015, 2024
- Суперкопа де Чиле:
  - Финалист (1): 2013
- Кампеонато де Апертура:
  - Финалист (1): 1940
- Копа Судамерикана:
  - Носител (1): 2011
- Рекопа Судамерикана:
  - Финалист (1): 2012
- Суруга Банк Чемпиъншип:
  - Финалист (1): 2012
- Дивисион де Онор де ла Асосиасион де Футбол де Сантяго:
  - Шампион (1): 1934
- Торнео Метрополитано де Чиле:
  - Шампион (2): 1968, 1969

## Рекорди
- Най-голяма победа:
  - в Примера Дивисион: 9:1 срещу Магаянес, 1962 г.[3]
  - в международни турнири: 7:1 срещу Рейнджърс де Талка, 1970 г. и 6:0 срещу Депортиво Кито, 2012 г.
- Най-голяма загуба:
  - в Примера Дивисион: 6:0 срещу Коло Коло, 1938 г.
  - в международни турнири: 7:0 срещу Фламенго, 1999 г.
- Най-много поредни победи: 16, 1963 – 1964 г. (национален рекорд)
- Най-много поредни мачове без загуба: 33, 1999 г.
- Най-много официални мачове: Луис Мусри – 539
- Най-много голове:
  - във всички турнири: Карлос Кампос – 197
  - в Примера Дивисион: Карлос Кампос – 183
  - за Купата на Чили: Мариано Пуйол – 34
  - в международни турнири: Едуардо Варгас – 13